# Obiettivo 11 per lo Sviluppo sostenibile

OSS 11

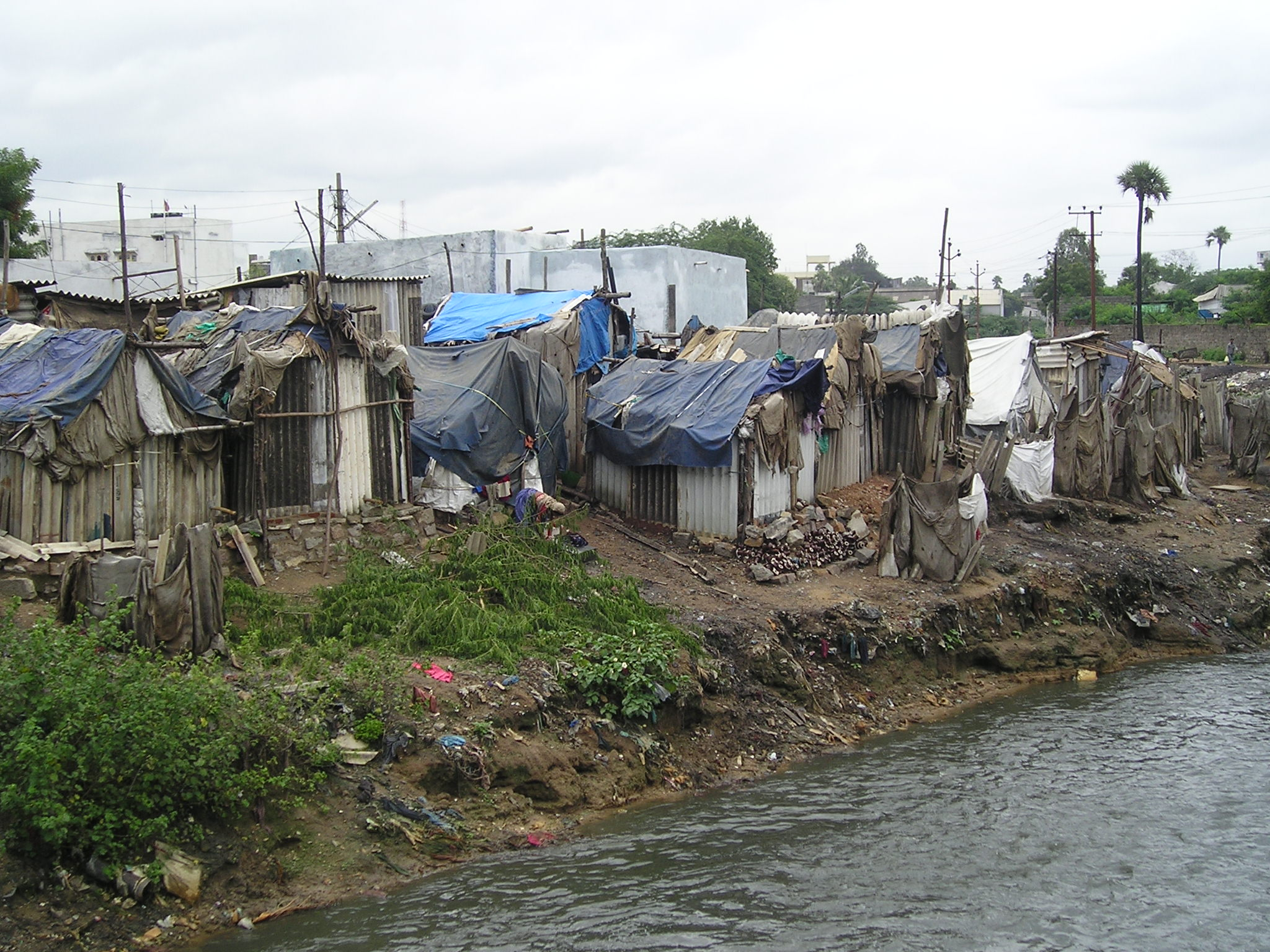
Baraccopoli a Hyderabad in India

L’Obiettivo 11 per lo Sviluppo sostenibile (OSS 11 o Obiettivo Globale 11) denominato “città e comunità sostenibili”, è uno dei 17 Obiettivi di sviluppo sostenibile fissati dall’Assemblea generale delle Nazioni Unite nel 2015. La missione ufficiale dell’OSS 11 è quella di “rendere le città inclusive, sicure, resilienti e sostenibili”. I 17 OSS tengono conto del fatto che l’azione in un settore influenzerà i risultati anche negli altri, e che lo sviluppo deve bilanciare la sostenibilità sociale, economica e ambientale.
L’Obiettivo 11 per lo Sviluppo sostenibile è diviso in 10 traguardi e 14 indicatori a livello globale. I sette “traguardi di risultato” sono:
- 11.1 - “Alloggi adeguati, sicuri e convenienti, e servizi di base per la riqualificazione dei quartieri poveri”
- 11.2 - “Sistemi di trasporto sicuri, convenienti, accessibili e sostenibili”
- 11.3 - “Potenziare un’urbanizzazione inclusiva e sostenibile e la capacità di pianificare e gestire in tutti i paesi un insediamento umano che sia partecipativo, integrato e sostenibile”
- 11.4 - “Intensificare gli sforzi per proteggere e salvaguardare il patrimonio culturale e naturale del mondo”
- 11.5 - “Ridurre il numero di decessi e il numero di persone colpite da calamità e diminuire le  perdite economiche dirette rispetto al prodotto interno lordo globale causate da calamità”
- 11.6 - “Ridurre l’impatto ambientale negativo pro-capite delle città, prestando particolare attenzione alla qualità dell’aria e alla gestione dei rifiuti urbani e di altri rifiuti”
- 11.7-”Fornire accesso universale a spazi verdi e pubblici sicuri, inclusivi e accessibili”

I tre “mezzi per raggiungere” i traguardi (chiamati anche "mezzi di attuazione dei traguardi") sono:
- 11.a - “Sostenere i positivi legami economici, sociali e ambientali tra aree urbane, periurbane e rurali rafforzando la pianificazione dello sviluppo nazionale e regionale”
- 11.b - “Aumentare il numero di città e insediamenti umani che adottano e attuano politiche e piani integrati per l’inclusione, l’efficienza delle risorse, la mitigazione e l’adattamento ai cambiamenti climatici, la resilienza ai disastri, e sviluppare e attuare una gestione olistica del rischio di disastri su tutti i livelli, in linea con il Quadro di Sendai per la Riduzione del Rischio di Disastri 2015-2030”
- 11.c - “Sostenere i Paesi meno sviluppati, anche attraverso l’assistenza finanziaria e tecnica, nella costruzione di edifici sostenibili e resilienti utilizzando materiali locali”

L'Obiettivo 11 per lo Sviluppo sostenibile ha 10 traguardi da raggiungere, misurati con 15 indicatori. I sette “traguardi di risultato” comprendono alloggi sicuri e a prezzi accessibili, sistemi di trasporto accessibili e sostenibili, urbanizzazione inclusiva e sostenibile, protezione del patrimonio culturale e naturale del mondo, riduzione degli effetti negativi dei disastri naturali, riduzione dell’impatto ambientale delle città e accesso a spazi verdi e pubblici sicuri e inclusivi. I tre “mezzi per raggiungere 
i traguardi includono: una forte pianificazione dello sviluppo nazionale e regionale, l’attuazione di politiche per l’inclusione, l’efficienza delle risorse e la riduzione del rischio di catastrofi nel sostenere i Paesi meno sviluppati nella costruzione di edifici sostenibili e resilienti. Attualmente 3,9 miliardi di persone - la metà della popolazione mondiale - vivono nelle città a livello globale. Si prevede che entro il 2030 vivranno in città 5 miliardi di persone. Le città in tutto il mondo occupano solo il 3% del pianeta Terra, eppure rappresentano/totalizzano il 60/80% del consumo energetico e il 75% delle emissioni di carbonio. L’aumento dell’urbanizzazione richiede che si incrementi e migliori l’accesso a risorse base come ad esempio il cibo, l’energia e l’acqua. Inoltre, i servizi base come la sanità, l’educazione, la mobilità e l’informazione sono necessari. Tuttavia, questi requisiti non sono 
soddisfatti, il che causa serie sfide alla viabilità e alla sicurezza delle città in vista dell’aumento della domanda in futuro.
Nell’ambito della cooperazione internazionale per lo sviluppo, l’OSS 11 segna il passaggio da una focalizzazione sulla povertà come fenomeno rurale all’ammissione che le città, specialmente nel sud del mondo / sud globale stanno affrontando grandi sfide con povertà estrema, degrado ambientale e rischi dovuti al cambiamento climatico e disastri naturali. Nonostante l’ambiguità di traguardi e obiettivi, rimane uno strumento importante per affrontare le sfide urbane e richiede che gli attori sviluppino indicatori realistici e definiti a livello locale e risultati idonei adatti al contesto di specifiche città allo scopo di promuovere città più sostenibili, inclusive ed eque.

## Contesto
Nel settembre del 2015, l’Assemblea Generale ha adottato l’Agenda 2030 per lo Sviluppo Sostenibile che comprende 17 Obiettivi per lo Sviluppo Sostenibile. Questi obiettivi sono stati progettati “per raggiungere un futuro migliore e più sostenibile per tutti” affrontando le sfide globali, comprese quelle relative a povertà, disuguaglianza, cambiamento climatico, degrado ambientale, pace e giustizia. A settembre 2019, i Capi di Stato e Governo si sono riuniti: durante il vertice sugli Obiettivi per lo Sviluppo Sostenibile per rinnovare il loro impegno con lo scopo di implementare l’Agenda 2030 per lo Sviluppo Sostenibile e hanno preso atto del fatto che mentre i primi quattro anni di attuazione dell’Agenda 2030 hanno visto l’attuazione di progressi rilevanti, nel complesso il mondo non è sulla buona strada per raggiungere gli OSS.

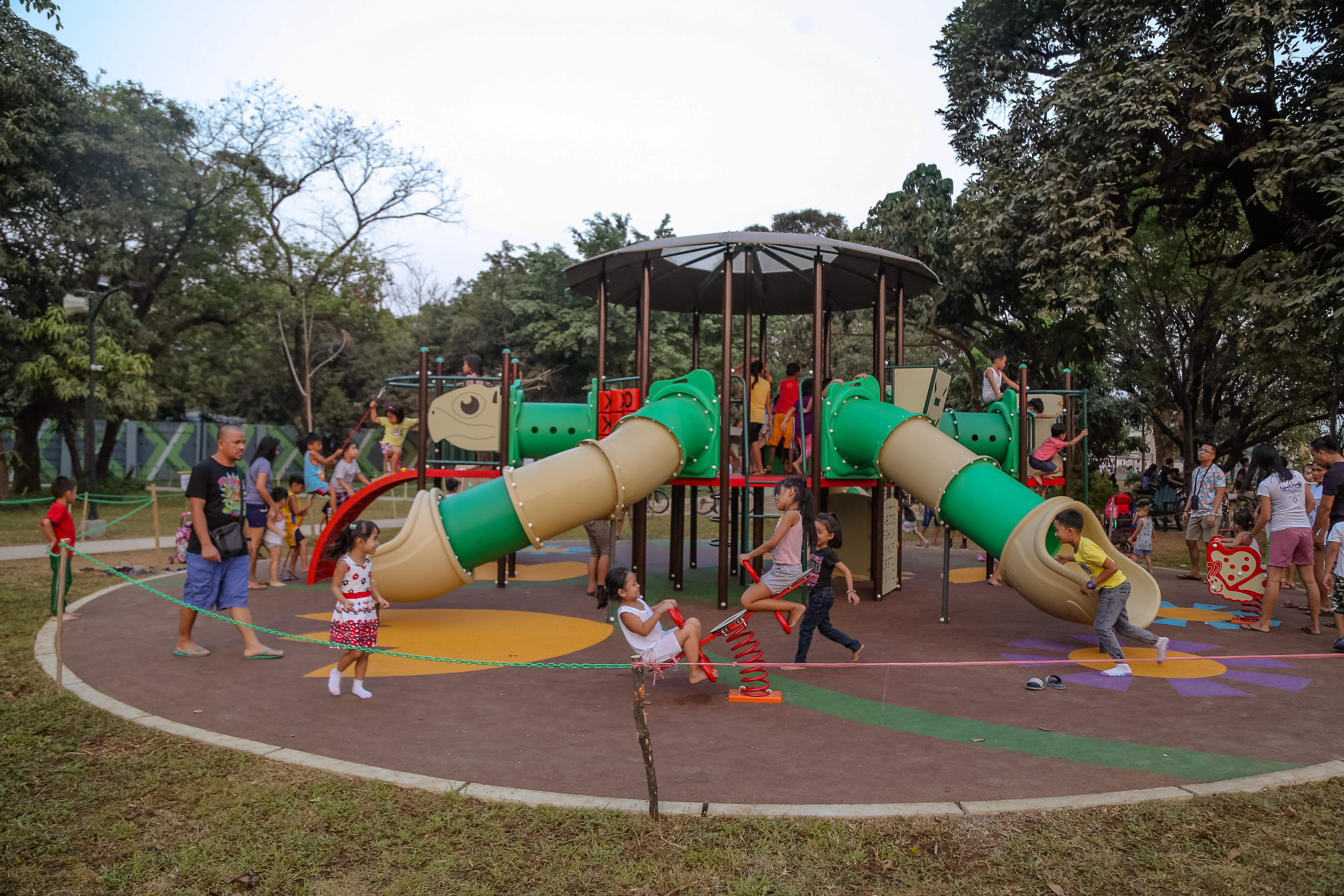
Parco per bambini e famiglie a Valenzuela (Filippine)

L’OSS 11 è dedicato a quartieri poveri, gestione e pianificazione degli insediamenti umani, mitigazione e adattamento ai cambiamenti climatici, ed economia urbana. Prima dell’adozione dell’Agenda 2030, il punto 4 dell’Obiettivo 7 per lo Sviluppo del Millennio, richiedeva degli sforzi per raggiungere un “miglioramento significativo nella vita di almeno 100 milioni di abitanti dei quartieri 
poveri” entro il 2020.
Nel 2008, per la prima volta nella storia, la popolazione globale urbana ha superato quella rurale. Questa tappa ha segnato l’inizio di un nuovo “millennio urbano” e ci si aspetta che entro il 2050, due terzi della popolazione mondiale vivrà in aree urbane. Il numero di residenti urbani aumenta di 73 milioni ogni anno, ed è stimato che le aree urbane rappresentino il 70% del prodotto interno lordo mondiale, generando un’ampia quota di crescita economica. Quindi, lo sviluppo sostenibile non può essere raggiunto senza trasformare significativamente il modo in cui costruiamo e gestiamo i nostri spazi urbani.
La crescita senza precedenti delle città, insieme all’incremento della migrazione dalle campagne alle città risulta una combinazione di fattori di “spinta” e “attrazione”, ha portato ad un boom nelle metropoli, specialmente nei paesi in via di sviluppo. Nel 1990 si contavano 10 megalopoli con 10 milioni abitanti o più e nel 2014 se ne contavano 28 con 453 milioni di persone. Anche i quartieri 
poveri stanno diventando un aspetto più significativo della vita urbana. Tra il 2000 e il 2014 il numero totale di abitanti dei quartieri poveri è passato da 792 milioni nel 2000 a circa 880 milioni nel 2014, per la maggior parte nell’Asia orientale e sud orientale. Nei prossimi 30 anni si prevede che il 90% della crescita urbana avverrà in Asia e in Africa. La rapida urbanizzazione in tutto il mondo sta esercitando pressione sulle riserve di acqua dolce, sulle fognature, sull’ambiente di vita e sulla salute pubblica.
La stragrande maggioranza delle ricerche relative alle tematiche dell’Obiettivo 11 per lo Sviluppo Sostenibile proviene dagli Stati Uniti, dal Regno Unito e dalla Cina. I settori delle scienze ambientali e delle scienze sociali sono quelli che registrano il maggior numero di ricerche relative all’Obiettivo 11 per lo Sviluppo Sostenibile, seguiti da medicina, scienze energetiche e ingegneria.

## Obiettivi, indicatori e progressi
Le Nazioni Unite hanno definito 10 traguardi e 15 indicatori per l’OSS 11. I traguardi specificano gli obiettivi e gli indicatori rappresentano il metodo di misurazione con cui il mondo si prefigge di monitorare se questi traguardi siano stati raggiunti illustrano le metriche con cui il mondo intende verificare il raggiungimento di tali obiettivi. Di questi, sei devono essere raggiunti entro il 2030, uno entro il 2020 e tre non prevedono una scadenza. Ciascuno degli traguardi ha anche uno o due indicatori che saranno utilizzati per misurare i progressi.